# Минден (Небраска)
Минден (енгл. Minden) град је у америчкој савезној држави Небраска.

## Демографија
По попису из 2010. године број становника је 2.923, што је 41 (-1,4%) становника мање него 2000. године.
| Група             | 2000.         | 2010.         |
| Белци             | 2.877 (97,1%) | 2.739 (93,7%) |
| Афроамериканци    | 5 (0,2%)      | 7 (0,2%)      |
| Азијати           | 3 (0,1%)      | 6 (0,2%)      |
| Хиспаноамериканци | 69 (2,3%)     | 153 (5,2%)    |
| Укупно            | 2.964         | 2.923         |